# 莉莉加瓦伯村
莉莉加瓦伯村（波斯語：ليليج گوابر），是伊朗吉兰省阿姆拉什县兰库区沙布庫斯拉特鄉的一个村。2006年人口普查顯示該村人口为98人，分佈在22个家庭中。